# Edivaldo Martins Fonseca
Edivaldo Martins Fonseca (n. 13 aprilie 1962, Volta Redonda, Rio de Janeiro, Brazilia – d. 13 ianuarie 1993, Boituva, São Paulo, Brazilia) a fost un fotbalist brazilian.
Între 1986 și 1989, Edivaldo a jucat 3 meciuri pentru echipa națională a Braziliei. Edivaldo a jucat pentru naționala Braziliei la Campionatul Mondial din 1986.

## Statistici
| Brazilia | Brazilia | Brazilia |
| An       | Meciuri  | Goluri   |
| -------- | -------- | -------- |
| 1986     | 2        | 0        |
| 1987     | 0        | 0        |
| 1988     | 0        | 0        |
| 1989     | 1        | 0        |
| Total    | 3        | 0        |